# El Rosario (La Paz)
El Rosario es un distrito del municipio de La Paz Centro en el departamento de La Paz, El Salvador. Según el censo oficial de 2024 tiene una población de 17.551 habitantes.

## Historia
Para 1807, de acuerdo un informe del Intendente Antonio Gutiérrez y Ulloa, El Rosario era una aldea de ladinos en el Camino Real de Provincias que pertenecía al Partido de Olocuilta. El poblado se había erigido en la hacienda del mismo nombre, mencionada por Pedro Cortés y Larraz en el año 1770. 
El Rosario recibió el título de pueblo el 16 de marzo de 1847, y estaba incluido en el departamento de San Salvador. Para 1852 fue incorporado al departamento de La Paz y en 1890 tenía una población de 500 habitantes. El 5 de septiembre de 1955, le fue otorgado el título de villa.

## Información general
El municipio cubre un área de 45,64 km² y la cabecera tiene una altitud 105 m s. n. m. Las fiestas patronales se celebran en el mes de octubre en honor a Nuestra Señora del Rosario y las fiestas tradicionales se realizan del 8 al 19 de diciembre.

## Administración y Forma de Gobierno

### Base legal
| Según la Constitución de la República de El Salvador: Art. 202.- Para el Gobierno local, los departamentos se dividen en Municipios, que estarán regidos por Concejos formados de un Alcalde, un Síndico y dos o más Regidores cuyo número será proporcional a la población. Los miembros de los Concejos Municipales deberán ser mayores de veintiún años y originarios o vecinos del municipio; serán elegidos para un período de tres años, podrán ser reelegidos y sus demás requisitos serán determinados por la ley. Según el Código Electoral: Art. 12.- En cada municipio se elegirá un Concejo Municipal, compuesto por un Alcalde o Alcaldesa, un Síndico o Síndica, dos Regidores o Regidoras propietarios y cuatro suplentes, para sustituir preferentemente a las o los propietarios del mismo partido, en caso de ausencias. Además, en las poblaciones de más de cinco mil habitantes, se elegirán regidores en la siguiente proporción: -Dos concejales o regidores, o concejalas o regidoras en los municipios que tengan hasta diez mil habitantes; -Cuatro concejales o regidores, o concejalas o regidoras en los municipios que tengan más de diez mil hasta veinte mil habitantes; -Seis concejales o regidores, o concejalas o regidoras en los municipios que tengan más de veinte mil hasta cincuenta mil habitantes; -Ocho concejales o regidores, o concejalas o regidoras en los municipios que tengan más de cincuenta mil hasta cien mil habitantes; y, -Diez concejales o regidores, o concejalas o regidoras en los municipios que tengan más de cien mil habitantes. El Tribunal Supremo Electoral establecerá el número de concejales o regidores, o concejalas o regidoras en cada municipio, en base al último censo nacional de población, y lo notificará a los partidos políticos y coaliciones inscritas, a más tardar el último día del mes de marzo del año anterior a la realización de las elecciones municipales. |

### Alcaldes
| N.º | Nombre                   | Inicio del mandato | Fin del mandato   | Partido | Notas                               |
| --- | ------------------------ | ------------------ | ----------------- | ------- | ----------------------------------- |
| 1   |                          | 1 de mayo de 2009  | 1 de mayo de 2012 | ARENA   | Pierde la reelección                |
| 2   | Julio Diego Arevalo      | 1 de mayo de 2012  | 1 de mayo de 2015 | FMLN    | Pierde la reelección                |
| 3   | Wilber de Jesús Gallardo | 1 de mayo de 2015  | 1 de mayo de 2018 | ARENA   | Pierde la reelección                |
| 4   | Ronald Nixon Tobar       | 1 de mayo de 2018  | 1 de mayo de 2024 | GANA    | Decide no participar en la elección |

### Miembros que conforman el Concejo Municipal
| Partido | Partido                                            | Regidores |
| ------- | -------------------------------------------------- | --------- |
|         | Gran Alianza por la Unidad Nacional                | 3         |
|         | Alianza Republicana Nacionalista                   | 2         |
|         | Frente Farabundo Martí para la Liberación Nacional | 1         |
| Fuente: |                                                    |           |

## Religión
| Religión del Rosario la Paz (2018) | Religión del Rosario la Paz (2018) | Religión del Rosario la Paz (2018) | Religión del Rosario la Paz (2018) | Religión del Rosario la Paz (2018) |
| ---------------------------------- | ---------------------------------- | ---------------------------------- | ---------------------------------- | ---------------------------------- |
| Religión                           | Religión                           |                                    | Porcentaje                         | Porcentaje                         |
| Catolicismo                        | Catolicismo                        |                                    | 44.5 %                             | 44.5 %                             |
| Protestantismo                     | Protestantismo                     |                                    | 40.5 %                             | 40.5 %                             |